# Regno di Jaffna
Il regno Jaffna (Tamil: யாழ்ப்பாண அரசு) (1215-1619 d.C.), anche conosciuto come regno di Aryacakravarti, è un regno situato a nord dell'attuale Sri Lanka. Nacque dopo l'invasione del re di Kalinga Magha.
Cominciò diventando un feudatario, pagante un tributo all'Impero Pandyan nell'attuale India del sud nel 1258, ottenne l'indipendenza più tardi con la frammentazione del controllo del Pandyan.
Per un breve periodo, nella prima metà del XIV secolo, fu una potenza in crescita nell'isola di Sri Lanka, quando tutti i regni regionali accettarono la subordinazione. Il regno fu infine sovrastato in potenza dal rivale regno di Kotte intorno al 1450.
Si liberò del controllo Kotte nel 1467. I regnanti susseguitisi diressero i loro sforzi nel consolidamento dell'economia del regno, massimizzando i profitti dall'esportazione di perle e elefanti e dagli introiti della terra. Fu meno feudale di altri regni locali dello stesso periodo.
Durante questo periodo fu prodotta un'importante letteratura Tamil locale e furono edificati templi indù e anche un'accademia per studi di lingua avanzata.

## Storia

### Fondazione
L'origine del regno di Jaffna è oscura e ancora oggetto di controversia tra gli storici. Tra gli storici tradizionali, l'opinione ampiamente accettata è che il regno della dinastia Aryacakravarti a Jaffna iniziò nel 1215 con l'invasione di un capo precedentemente sconosciuto chiamato Magha, che affermava di essere originario di Kalinga nell'India moderna. Depose il regnante Parakrama Pandyan II, uno straniero della dinastia Pandyan che all'epoca governava il regno di Polonnaruwa con l'aiuto dei suoi soldati e mercenari delle regioni di Kalinga, moderno Kerala e Damila (Tamil Nadu) in India.

## Economia
L'economia del regno era quasi esclusivamente basata sull'agricoltura di sussistenza fino al XV secolo. Dopo il XV secolo, tuttavia, l'economia si diversificò e si commercializzò, diventando parte integrante dell'espansione nell'Oceano Indiano.
Durante la sua visita nel 1344, Ibn Battuta osservò che il regno di Jaffna era un importante regno commerciale con ampi contatti oltremare, descrivendo il regno come dotato di "forze considerevoli per mare", testimoniando la forza della sua rinomata marina. Egli vide cento navi di varie dimensioni appartenenti al regno di Jaffna lungo la costa del Malabar. I commerci del regno erano orientati verso l'India meridionale marittima, con cui sviluppò una forte interdipendenza commerciale. La tradizione non agricola del regno si rafforzò grazie a una vasta popolazione costiera dedita alla pesca e alla navigazione e alle crescenti opportunità di commercio marittimo. Gruppi commerciali influenti, provenienti principalmente da mercanti dell'India meridionale e da altre aree, risiedevano nella capitale reale, nei porti e nei centri di mercato. Si stabilirono anche insediamenti di artigiani, con gruppi di abili mestieri come falegnami, scalpellini, tessitori, tintori, orafi e argentieri che risiedevano nei centri urbani. Così, una tradizione socio-economica pluralistica, basata su agricoltura, attività marine, commercio e produzione artigianale, era ben consolidata.
Il regno di Jaffna era meno feudale rispetto ad altri regni dello Sri Lanka, come Kotte e Kandy. La sua economia si basava più su transazioni monetarie che su scambi legati alla terra o ai suoi prodotti. Le forze di difesa del regno non erano leve feudali; i soldati al servizio del re venivano pagati in contanti. Anche i funzionari del re, i cosiddetti Mudaliyar, venivano pagati in contanti, e i numerosi templi indù non possedevano vaste proprietà, a differenza degli istituti buddhisti nel sud. I templi e gli amministratori dipendevano dal re e dai fedeli per il loro sostentamento. I funzionari reali e militari formavano quindi una classe salariata, e queste tre istituzioni consumavano oltre il 60% delle entrate del regno e l'85% delle spese governative. Gran parte delle entrate del regno derivava da pagamenti in denaro, tranne gli elefanti provenienti dai feudatari del Vanni.
Al momento della conquista portoghese nel 1620, il regno, ridotto nelle dimensioni e limitato alla penisola di Jaffna, aveva entrate di 11.700 pardaos, il 97% delle quali proveniva dalla terra o da fonti ad essa collegate. Una fonte di reddito era l'affitto della terra e un'altra era la tassa sul riso, chiamata arretane.
Oltre alle tasse legate alla terra, esistevano altre imposte, come la tassa sui giardini, che riguardava i terreni dove si coltivavano, tra l'altro, banani, noci di cocco e noci di areca, irrigati con acqua di pozzo. La tassa sugli alberi era applicata su palme palmyrah, margosa e iluppai, mentre la tassa personale veniva riscossa da ciascun abitante. C'era una tassa professionale per membri di caste o gilde, e tasse commerciali, tra cui il dazio sui vestiti (che non potevano essere venduti privatamente e dovevano avere un timbro ufficiale), una tassa sugli alimenti chiamata Taraku, e dazi portuali e doganali. Columbuthurai, che collegava la penisola con la terraferma a Poonakari con servizi di barche, era uno dei principali porti, e c'erano posti di controllo doganali presso i passaggi sabbiosi di Pachilaippalai. Gli elefanti provenienti dai regni sinhalese meridionali e dalla regione del Vanni venivano portati a Jaffna per essere venduti a compratori stranieri e imbarcati dal porto di Urukathurai, oggi chiamato Kayts, una forma abbreviata del portoghese Caes dos elefantes (Baia degli Elefanti).
Non tutti i pagamenti in natura venivano convertiti in denaro, poiché le offerte di riso, banane, latte, pesce essiccato, carne di selvaggina e yogurt persistevano. Alcuni abitanti dovevano anche prestare servizi personali non retribuiti chiamati uliyam.
I re emettevano anche vari tipi di monete in circolazione. Diversi tipi di monete, classificate come "monete del toro di Sethu", emesse dal 1284 al 1410, si trovano in grandi quantità nel nord dello Sri Lanka. Il lato anteriore di queste monete raffigurava una figura umana affiancata da lampade, mentre il retro presentava il simbolo del toro Nandi, la scritta Setu in tamil e una mezzaluna sopra.

## Cultura
Lo Sciaivismo (una denominazione dell'Induismo) in Sri Lanka ha avuto una storia continua fin dal primo periodo dei coloni dall'India. Il culto indù era ampiamente accettato anche come parte delle pratiche religiose buddiste. Durante il periodo Chola in Sri Lanka, intorno al IX e X secolo, l'Induismo ottenne lo status di religione ufficiale nel regno insulare. Kalinga Magha, il cui governo seguì quello dei Chola, è ricordato come un revivalista indù dalla letteratura nativa di quel periodo.
Come religione di stato, l'Induismo godeva di tutte le prerogative dell'istituzione durante il periodo del regno di Jaffna. La dinastia Aryacakravarti era molto consapevole dei suoi doveri di patrona nei confronti dell'Induismo a causa del patronato dato dai suoi antenati al tempio di Ramesvaram, un noto centro di pellegrinaggio dell'Induismo indiano. Come notato, uno dei titoli assunti dai re era Setukavalan o protettore di Setu, un altro nome per Rameswaram. Il setu veniva utilizzato nelle loro monete e nelle iscrizioni come indicatore della dinastia.